# Рон Уизли
Роналд Билиус „Рон“ Уизли (на английски: Ronald Weasley) е герой от поредицата на Дж. К. Роулинг „Хари Потър“ – прототип на реалния Роналд Билиус Уизли, роден на 1 март 1980. Този герой се появява още в първия том на книгата. Рон е срамежливо момче с мило, приятелско поведение, предпоследното дете в семейство на магьосници с огненочервена коса. Той е най-малкият син на родителите си, след Бил, Чарли, Пърси, Фред и Джордж. По-малка от него е само сестричката Джини. Заблудата за „Бягащата невестулка“: Нямало е никакъв легендарен играч на шах, кръстен „Бягащата невестулка“. Тази история е слух, пуснат от някой фен.
Други имена: Доби го нарича „Уизи“, Луна го нарича Роналд вместо Рон, Лавендър Браун го нарича Уон-Уон. Драко Малфой му се подиграва че родителите му са бедни. Нова повлява на съмочувствието му особено докато играе куидич. Един от неговите недостатъци е че се страхува от паяци. В третата година в хогуотс в часа на професор Лупин той се изправя срещу страха си „огромен паяк“. Но паяка беше богърт който се беше превърнал в това насекомо. В първата част той не харесва Хърмаяни Грейнджър. Но става най-добър приятел с нея. Ненавижда професор Снейп. В шестата част професор Слъгхорн го нарича с различни имена едно от които е „Уенби“, а приятелката му Лавендър го нарича Уон-Уон. След като на самопоправящото се перо му свърши магията, на един учебник той изписва Рунил Уозлиб. В седмата част той получава загасителя на Дъмбълдор, който му го завещава.
Рон е най-добрият приятел на Хари Потър още от първата си година в училището за магия и вълшебство „Хогуортс“. Двамата са неразделни приятели. Помагат си във всичко. В първата година той научава Хари да играе магьоснически шах. В седмата книга унищожава медальона на Салазар Слидерин, който е един от хоркуксите на най-могъщия магьосник – Лорд Волдемор. Приятелят му Хари многократно е спасявал членове от семейството на най-добрия си приятел (във втората книга той спасява бъдещата си съпруга и майка на децата му – Джини Уизли, също спасява бащата на Рон – Артър Уизли и не на последно място самия Рон, отровен от Драко Малфой, който искал да убие Албус Дъмбълдор, но отровата по погрешка била опитана от Рон, а Хари го спасява с помощта на безоар). В края на седмата книга се казва, че се омъжва за Хърмаяни Грейнджър и имат две деца – Роуз и Хюго.
Ролята на Роналд Уизли във филмовата поредица се изпълнява от Рупърт Гринт.
Рожден ден: 1 март 1980
Потекло: Чистокръвен
Майка: Моли Прюет Уизли
Баща: Артър Уизли
Лели и чичовци:
 Уизли: Артър има двама братя, но не знаем техните имена. От авторката знаем, че Джини е първото момиче, родено в семейство Уизли от много поколения насам, затова може да се направи извод, че Артър не е имал сестри.
Прюет: Братята на Моли са Гидеон и Фабиан Прюет.
Братовчеди: Мафалда – братовчедката, която така и не влезе в книгите, и нейната майка – мъгълка, работеща като счетоводител.
Братя / Сестри: Бил, Чарли, Пърси, Фред, Джордж и Джини.
Детство:Отгледан от любящи и грижовни родители.
Прекарва детството си: В „Хралупата“ и домът му
Домашен любимец: първоначално притежава плъхът Скабърс, след това Сириус му подарява совата си Пигуиджън (Пиги)
Съпруга: Хърмаяни Грейнджър
Деца: Роуз и Хюго Уизли
Значение на името
Име: Роналд Уизли
Значение на Роналд: старонорвежки; Rognvaldr – Силата на боговете
Значение на Уизли: невестулка
Изпитва панически страх от паяци (арахнофобия).